# Championnat d'Équateur de football 2006
Navigation
Tournoi précédent Saison suivante
La saison 2006 du Championnat d'Équateur de football est la quarante-huitième édition du championnat de première division en Équateur.
Dix équipes prennent part à la Série A, la première division, qui reprend le mode de fonctionnement d'avant 2005, à savoir deux tournois saisonniers suivis d'un Hexagonal disputé par les trois meilleurs clubs de chaque tournoi. Cependant, le système de promotion-relégation entre les tournois est maintenu.
C'est le Club Deportivo El Nacional, tenant du titre, qui est à nouveau sacré, après avoir terminé en tête de l'Hexagonal, avec deux points d'avance sur le Club Sport Emelec et trois sur le LDU Quito. C'est le 13e titre de champion d'Équateur de l'histoire du club.

## Compétition
Le barème de points utilisé pour déterminer les différents classements est le suivant :
- Victoire : 3 points
- Match nul : 1 point
- Défaite : 0 point

### Tournoi Ouverture

#### Les clubs participants
| - Sociedad Deportiva Aucas - Barcelona Sporting Club - Deportivo Quito - Club Sport Emelec - Club Deportivo El Nacional | - Centro Deportivo Olmedo - LDU Quito - Deportivo Cuenca - Club Social y Deportivo Macara - Promu de Série B - Club Deportivo Espoli |

#### Classement
| Rang | Équipe                           | Pts | J  | G  | N | P  | Bp | Bc | Diff |
| ---- | -------------------------------- | --- | -- | -- | - | -- | -- | -- | ---- |
| 1    | LDU Quito                        | 36  | 18 | 11 | 3 | 4  | 37 | 24 | +13  |
| 2    | Club Deportivo El Nacional T     | 31  | 18 | 9  | 4 | 5  | 35 | 26 | +9   |
| 3    | Centro Deportivo Olmedo          | 29  | 18 | 9  | 2 | 7  | 19 | 21 | -2   |
| 4    | Club Sport Emelec                | 28  | 18 | 8  | 4 | 6  | 30 | 21 | +9   |
| 5    | Deportivo Quito                  | 25  | 18 | 7  | 4 | 7  | 22 | 23 | -1   |
| 6    | Barcelona Sporting Club          | 24  | 18 | 8  | 0 | 10 | 26 | 24 | +2   |
| 7    | Sociedad Deportiva Aucas         | 22  | 18 | 6  | 4 | 8  | 25 | 35 | -10  |
| 8    | Deportivo Cuenca                 | 21  | 18 | 7  | 0 | 11 | 18 | 26 | -8   |
| 9    | Club Social y Deportivo Macará P | 21  | 18 | 6  | 3 | 9  | 17 | 28 | -11  |
| 10   | Club Deportivo Espoli            | 18  | 18 | 4  | 6 | 8  | 31 | 32 | -1   |

|  | Qualification pour l'Hexagonal et pour la Copa Sudamericana 2006 |
|  | Qualification pour l'Hexagonal                                   |
|  | Relégation directe en Série B                                    |
|  | T : Tenant du titre P : Promu de Série B                         |

- Les trois premiers reçoivent un bonus respectif de 3,2 et 1 point au démarrage de la Liguilla.

### Tournoi Clôture

#### Les clubs participants
| - Sociedad Deportiva Aucas - Barcelona Sporting Club - Deportivo Quito - Club Sport Emelec - Club Deportivo El Nacional | - Centro Deportivo Olmedo - LDU Quito - Deportivo Cuenca - Club Social y Deportivo Macara - Deportivo Azogues - Promu de Série B |

#### Classement
| Rang | Équipe                         | Pts | J  | G | N | P  | Bp | Bc | Diff |
| ---- | ------------------------------ | --- | -- | - | - | -- | -- | -- | ---- |
| 1    | Club Deportivo El Nacional T   | 31  | 18 | 8 | 7 | 3  | 31 | 16 | +15  |
| 2    | Club Sport Emelec              | 31  | 18 | 8 | 7 | 3  | 29 | 19 | +10  |
| 3    | Barcelona Sporting Club        | 31  | 18 | 9 | 4 | 5  | 27 | 20 | +7   |
| 4    | Centro Deportivo Olmedo        | 31  | 18 | 8 | 7 | 3  | 24 | 18 | +6   |
| 5    | Deportivo Quito                | 22  | 18 | 6 | 4 | 8  | 21 | 25 | -4   |
| 6    | LDU Quito                      | 21  | 18 | 6 | 3 | 9  | 21 | 32 | -11  |
| 7    | Deportivo Cuenca               | 20  | 18 | 4 | 8 | 6  | 16 | 14 | +2   |
| 8    | Club Social y Deportivo Macará | 20  | 18 | 5 | 5 | 8  | 28 | 29 | -1   |
| 9    | Deportivo Azogues P            | 19  | 18 | 5 | 4 | 9  | 16 | 28 | -12  |
| 10   | Sociedad Deportiva Aucas       | 18  | 18 | 5 | 3 | 10 | 23 | 35 | -12  |

|  | Qualification pour l'Hexagonal et pour la Copa Sudamericana 2007 |
|  | Qualification pour l'Hexagonal                                   |
|  | Relégation directe en Série B                                    |
|  | T : Tenant du titre P : Promu de Série B                         |

- Les trois premiers reçoivent un bonus respectif de 3,2 et 1 point au démarrage de la Liguilla.

#### Classement cumulé
Un classement cumulé est établi en ajoutant les résultats obtenus lors des deux tournois; il permet de déterminer le sixième qualifié pour l'Hexagonal, le Club Deportivo El Nacional ayant terminé à deux reprises parmi les trois premiers. Seules les équipes ayant disputé les deux tournois sont classées.
| Rang | Équipe                         | Pts | J  | G  | N  | P  | Bp | Bc | Diff |
| ---- | ------------------------------ | --- | -- | -- | -- | -- | -- | -- | ---- |
| 1    | Club Deportivo El Nacional T   | 62  | 36 | 17 | 11 | 8  | 66 | 42 | +24  |
| 2    | Centro Deportivo Olmedo        | 60  | 36 | 17 | 9  | 10 | 43 | 39 | +4   |
| 3    | Club Sport Emelec              | 59  | 36 | 16 | 11 | 9  | 59 | 40 | +19  |
| 4    | LDU Quito                      | 57  | 36 | 17 | 6  | 13 | 58 | 56 | +2   |
| 5    | Barcelona Sporting Club        | 55  | 36 | 17 | 4  | 15 | 53 | 44 | +9   |
| 6    | Deportivo Quito                | 47  | 36 | 13 | 8  | 15 | 43 | 48 | -5   |
| 7    | Deportivo Cuenca               | 41  | 36 | 11 | 8  | 17 | 34 | 40 | -6   |
| 8    | Club Social y Deportivo Macará | 41  | 36 | 11 | 8  | 17 | 45 | 57 | -12  |
| 9    | Sociedad Deportiva Aucas       | 40  | 36 | 11 | 7  | 18 | 48 | 70 | -22  |

|  | Qualification assurée pour l'Hexagonal                           |
|  | Qualification pour l'Hexagonal par le biais du classement cumulé |
|  | Relégation directe en Série B                                    |
|  | T : Tenant du titre                                              |

### Liguilla
| Rang | Équipe                          | Pts | J  | G | N | P | Bp | Bc | Diff |
| ---- | ------------------------------- | --- | -- | - | - | - | -- | -- | ---- |
| 1    | Club Deportivo El Nacional +5 T | 19  | 10 | 3 | 5 | 2 | 16 | 11 | +5   |
| 2    | Club Sport Emelec +2            | 17  | 10 | 4 | 3 | 3 | 20 | 17 | +3   |
| 3    | LDU Quito +3                    | 16  | 10 | 3 | 4 | 3 | 17 | 13 | +4   |
| 4    | Centro Deportivo Olmedo +1      | 15  | 10 | 3 | 5 | 2 | 14 | 12 | +2   |
| 5    | Barcelona Sporting Club +1      | 14  | 10 | 3 | 4 | 3 | 10 | 15 | -5   |
| 6    | Deportivo Quito                 | 10  | 10 | 3 | 1 | 6 | 14 | 23 | -9   |

|  | Qualification pour la Copa Libertadores 2007                         |
|  | Qualification pour le tour préliminaire de la Copa Libertadores 2007 |
|  | T : Tenant du titre                                                  |

## Bilan de la saison
| Championnat d'Équateur de football 2006 |                                        |
| Champion                                | Club Deportivo El Nacional (13e titre) |
| Qualifications continentales            |                                        |
| Copa Libertadores 2007                  | Club Deportivo El Nacional             |
| Copa Libertadores 2007                  | Club Sport Emelec                      |
| Copa Libertadores 2007                  | LDU Quito (tour préliminaire)          |
| Copa Sudamericana 2006                  | LDU Quito                              |
| Copa Sudamericana 2006                  | Club Deportivo El Nacional             |
| Copa Sudamericana 2007                  | Club Deportivo El Nacional             |
| Promotions et relégations               |                                        |
| Promus en Série A                       | Imbabura SC                            |
| Relégués en Série B                     | Sociedad Deportiva Aucas               |